# Alena Karešová
Alena Karešová (* 27. Januar 1927 in Prag als Alena Engelmannová; † 19. Juli 2019) war eine tschechische Filmschauspielerin.
Sie studierte an der Theaterfakultät der Akademie der Musischen Künste in Prag (DAMU) und trat schon während des Studiums in kleineren Rollen auf. Nach ihrem Abschluss 1950 lehrte sie bis 1989 an der Film- und Fernsehfakultät der Akademie der Musischen Künste in Prag.
Den ersten Auftritt vor der Kamera hatte sie 1954 in der Komödie Nejlepší člověk (Der beste Mensch), wo sie ein junges Mädchen spielte. Größere Bekanntheit erreichte sie ab den 1970ern, als sie mit ihrem schmalen, bebrillten Gesicht häufiger autoritäre Frauen wie Lehrerinnen oder Krankenschwestern verkörperte. Neben tschechischen Fernsehfilmen spielte sie auch in dem deutschsprachigen Fernsehfilm Ein Stück Himmel mit.

## Filmografie
- 1954: Der beste Mensch (Nejlepší člověk)
- 1957: Schůzka o půl čtvrté
- 1959: Der Haupttreffer (Hlavní výhra)
- 1970: Fantom operety
- 1977: Die Kriminalfälle des Majors Zeman (30 případů majora Zemana)
- 1977: Paul und Pauline (Konečně si rozumíme)
- 1979: Oddechový čas
- 1979: Die Märchenbraut (Arabela)
- 1982: Ein Stück Himmel
- 1982: Hilfe, ich bin kein Mörder (Od vraždy jenom krok ke lzi)
- 1983: Die kleine Krankenschwester (Sestřicky)
- 1983: Der fliegende Ferdinand (Létající Cestmír)
- 1984: Die schöne Wilhelmine
- 1984: Ein Haus mit tausend Gesichtern (My vsichni skolou povinní)
- 1984: Rozpustený a vypustený
- 1984: Co je vám, doktore?
- 1986: Kukačka v temném lese
- 1988: Wie Poeten das Leben genießen (Jak básníkum chutná zivot)
- 1993: Wettstreit im Schloß (Nesmrtelna teta)